# Søby (Sydslesvig)
 For alternative betydninger, se Søby. (Se også artikler, som begynder med Søby)
Søby (dansk) eller Söby (tysk) er en landsby beliggende øst for Holstoft (Holtrup) i landskabet Svansø i Sydslesvig. Administrativt hører Søby under Holstoft Kommune i Rendsborg-Egernfjord kreds i den nordtyske delstat Slesvig-Holsten. I kirkelig henseende hører landsbyen til Siseby Sogn. Sognet lå i Risby Herred (senere Svans godsdistrikt, Sønderjylland), da området tilhørte Danmark.
Søby er første gang nævnt 1462 som Sobu. Navnet beskriver landsbyens placering ved den nord for landsbyen beliggende Søby Sø. Omegnen er i overvejende grad præget af landbrug samt turisme. Der er kun få km til både Slien (ved Siseby) og Egernfjord (ved Vabs) samt til købstæderne Kappel og Egernfjord by. Syd for Søby ligger Storskoven (Großholz).